# Augustus Molade Akiwumi
Augustus Molade Akiwumi war ein Jurist, Richter und Politiker in der britischen Kolonie Goldküste und dem späteren Ghana, Botswana und Kenia.
Akiwumi wurde in Nigeria geboren, erhielt jedoch die ghanaische Staatsangehörigkeit. Seine Ausbildung absolvierte Akiwumi in England am Queen’s College Taunton in Somerset ab 1910. Im Anschluss studierte er Rechtswissenschaften an der Universität Cambridge. Im Jahr 1921 wurde er in die Rechtsanwaltskammer des Lincoln’s Inn in London aufgenommen. Er war nach seinem Studium in der Midland Bank in Ludgate Hill in London als Bankangestellter tätig und kehrte später nach Ghana zurück.
Akiwumi wurde im Februar 1958 der zweite Sprecher des ghanaischen Parlaments und hielt diese Position bis Juni 1960. Amtsnachfolger und dritter Sprecher im Parlament wurde Joseph Richard Asiedu, Amtsvorgänger von Akiwumi war Emmanuel Charles Quist. In der Amtskleidung des Parlamentssprechers wurde Akiwumi am 18. Januar 1960 auf dem Titelblatt des Life Magazine abgebildet.
Akiwumi war im Amt des Lord President für Court of Justice of the Common Market for Eastern and Southern Africa (COMESA) tätig. Akiwumi war Richter am Berufungsgericht (Court of Appeal) in Botswana und Kenia. Ferner hatte er das Amt des Vorsitzenden des Rechtsausschusses für die Untersuchung der Tribal Clashes in Kenia inne und war Mitglied der Eminent African Jurists, die verantwortlich waren für den Protokollentwurf des Court of Justice der Afrikanischen Union. Akiwumi war Vorsitzender des Tribunals zur Untersuchung des Verhaltens der Richter am Berufungsgericht in Kenia. Akiwumi war zudem Mitglied der kenianischen Kommission des Justizdienstes (Kenyan Judicial Service Commission).
Akiwumi war verheiratet mit Helen Kabuki Ocansey.